# Майборода Володимир Якович
Володимир Якович Майборода (нар. 23 березня (5 квітня) 1852, с. Дубрівка, Волинська губернія — пом. 4 (17) вересня 1917, Петроград) — український артист опери (бас), концертний співак. Соліст Большого театру (Москва). Учасник ювілейного концерту Миколи Лисенка в Петербурзі.

## Біографія
Народився в с. Дубрівка (тепер Житомирської області) в сім'ї священика. У юному віці співав в церковному хорі в Житомирі. У 1872 році закінчив Житомирське духовне училище, після чого 1874 року служив в Волинській духовній консисторії. Потім працював в державному банку.
У 1876—1879 роках навчався співу в Петербурзькій консерваторії (клас К. Еверарді, клас теорії А. Рубця). Брав приватні уроки сценічної майстерності у В. В. Самойлова, а також у 1882 і 1883 роках (влітку) удосконалював виконавську майстерність в Мілані у Ф. Ламперті, Дж. Ронконі і А. Буцци.
Дебютував як оперний співак у 1876 році у спектаклі студентів консерваторії в Кам'яному театрі в партії Дона Дієго («Африканка» Дж. Мейєрбера). В 1880—1888 роках співав в Маріїнському театрі (Перербург), в 1889—1892 роках — соліст Большого театру (Москва), потім знову повернувся на сцену Маріїнського театру, де виступав до 1906 року. Приїздив з гастролями до Одеського оперного театру.
З концертами гастролював в Києві (1882), Одесі, Харкові, Ковно, Житомирі, Тифлісі, П'ятигорську, Кисловодську, Воронежі, Рибінську, Ярославлі, Вільно, Варшаві, Ризі (1893). У 1904 році брав участь в ювілейному концерті Миколи Лисенка в Петербурзі.
Мав сильний голос бас-кантанте з великим діапазоном. Репертуар співака налічував 94 партії.